# Lucy Allan

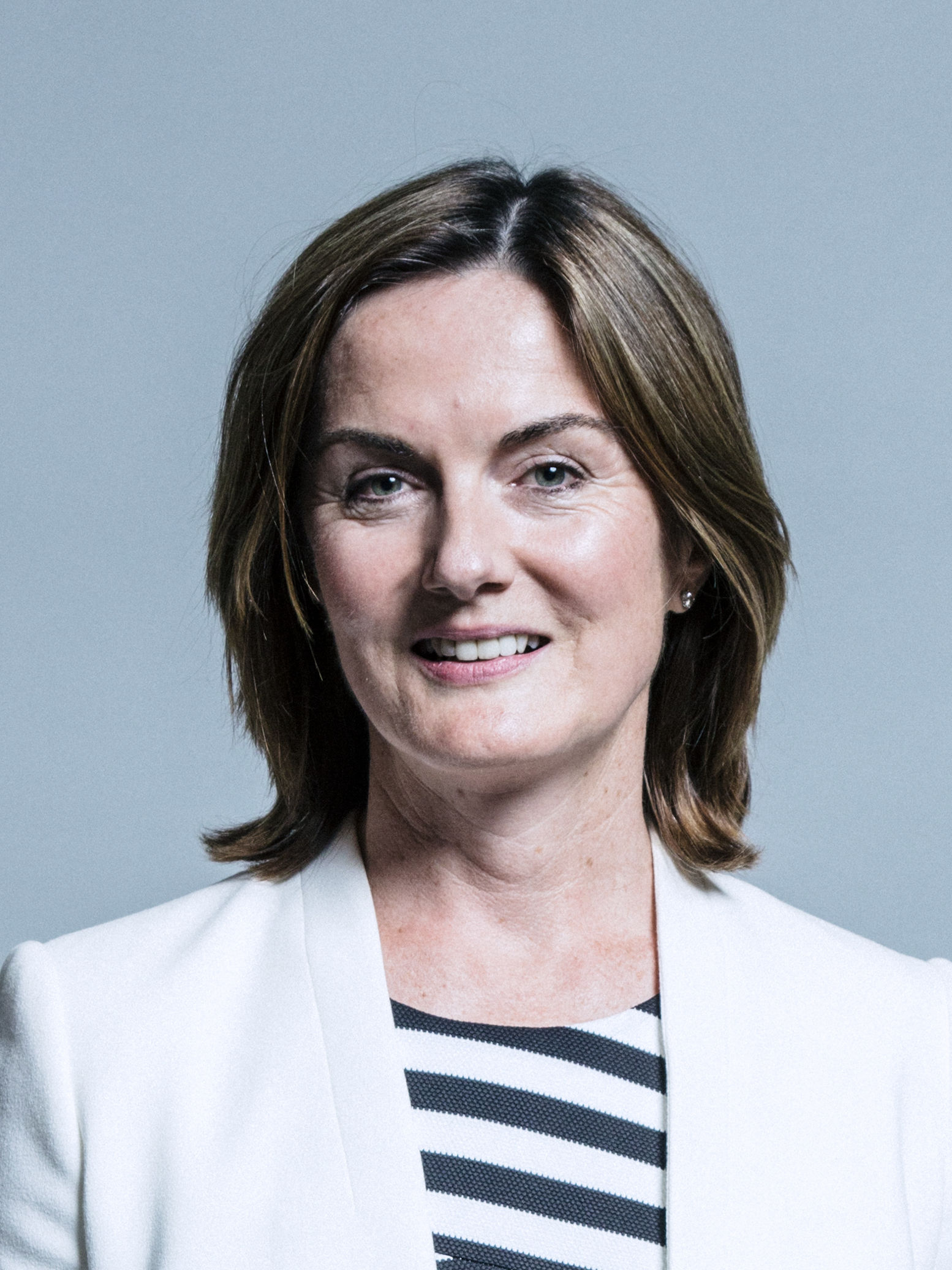
Lucy Allan (2017)

Lucy Elizabeth Allan (* 2. Oktober 1964 in Cheltenham) ist eine britische Politikerin (zunächst Conservative Party, später parteilos) und seit 2015 Abgeordnete für den Wahlkreis Telford.

## Leben
Sie studierte an der Durham University und der Kingston University.
Aufgrund der eigenen Erfahrung aus dem Jahr 2010, dass man ihren Sohn aufgrund des Ferngutachtens eines Psychiaters in die staatliche Fremdunterbringung verbringen wollte, gründete Allan die Vereinigung Family First, um die Zahl fremduntergebrachter Kinder zu reduzieren und betroffene Familien zu unterstützen.
Sie engagiert sich im Missbrauchsskandal von Telford.
2019 sorgte sie in der eigenen Partei für Unmut, nachdem sie im Vorfeld der Europawahl in einem Tweet die „fantastischen“ Kandidaten der rivalisierenden Brexit Party lobte.
Am 15. Juli 2023 erklärte sie, bei der kommenden Unterhauswahl nicht mehr erneut als Kandidatin antreten zu wollen. Am 27. Mai 2024 wurde sie aus der Konservativen Partei ausgeschlossen, nachdem sie, anstelle die parteioffizielle konservative Kandidatin Hannah Campbell in ihrem bisherigen Wahlkreis Telford zu unterstützen, sich für die Wahl des Reform-UK-Kandidaten Alan Adams ausgesprochen hatte.